# سنایی
ابوالمجد مجدود بن آدم سنایی غزنوی یا حکیم سنایی (۵۴۵–۴۷۳ قمری)، شاعر و عارف پارسی‌گوی سده پنجم و ششم هجری بود. وی از بزرگ‌ترین صوفیان و شاعران قصیده‌گو و مثنوی‌سرای زبان پارسی است که در سدهٔ پنجم هجری می‌زیسته است. برخی بر این باورند که سنایی شاعری است که برای نخستین بار عرفان را به‌طور جدی وارد شعر فارسی کرد. با این حال، صوفیان پیش از او نیز در سروده‌های خود مضامین عرفانی را بیان کرده‌اند. تصوف سنایی با اینکه از سخنان قلندران و اهل ملامت نیز مایه می‌گیرد، امّا معتدل است.
سنایی طی عمر خود سه حالت شخصیتی مختلف پیدا کرده است. نخست مداح و هجاگوی بوده، پس از آن به وعظ و نقد اجتماعی روی آورده و دست آخر عاشق و قلندر و عارف شده است. سنایی تا آخر عمر گرفتار این سه حالت بوده است.

## زندگی
حکیم سنایی در سال ۴۷۳ (قمری) در شهر غزنه (واقع در افغانستان کنونی) دیده به جهان گشود و در سال ۵۴۵ (قمری) در همان شهر درگذشت. نام او را عوفی مجدالدین آدم السنائی و حاجی خلیفه آدم نیز نوشته‌اند. محمد بن علی الرقا از معاصران او در دیباچه حدیقةالحقیقه نام او را «ابوالمجدود بن آدم السنائی» نوشته است. این حاکی از آن است که نام‌های دیگری که بر روی او نهاده‌اند، غلط است. در دیوان سنایی ابیاتی به چشم می‌خورد که در آن سنایی خود را «حسن» خوانده است. در این بیت سنایی می‌گوید:
| حسن اندر حسن اندر حسنم |  | تو حسن خلق و حسن بنده حسن |

به‌خاطر این بیت بعضی از محققان می‌گویند که نام او در اصل حسن بوده و وی بعدها نام «مجدود» را برای خود انتخاب کرده است. در ابتدا سنایی طبق عادت آن زمان به دربار سلاطین روی آورد و به دستگاه غزنویان راه یافت. او در ابتدا به مداحی می‌پرداخت تا اینکه یک‌باره شیدا شد و دست از جهان و جهانیان شست.
در مورد مذهب کلامی سنایی دو رویکرد وجود دارد. برخی معتقدند که سنایی اشعری است و برخی اعتقاد دارند که او شیعه است. کسانی که معتقدند سنایی اشعری است، دلایل خاصی دارند؛ مثل اینکه سنایی آغاز دیوان و حدیقه را با مدح خلفا آغاز کرده، در بسیاری از اشعار حدیقه نظراتی دارد که به نظرات اشعری نزدیک است یا مثلاً حادث بودن قرآن به عنوان کلام الهی را رد می‌کند و معتقدند غزالی یکی از شخصیت‌های فوق‌العاده اثرگذار بر روی سنایی است و از آنجا که غزالی یک اشعری است، سنایی هم که در نظرات از او پیروی می‌کرده، اشعری است. جامع‌ترین بحث را محمد تقی مدرس رضوی مشهورترین سنایی‌پژوه معاصر در ابتدای تصحیح خود از دیوان اشعار سنایی ارائه کرده است. مدرس رضوی آنجا با نگاهی به سیر اشعار و مرور مستندات تاریخی می‌گوید که سنایی در ابتدای جوانی حنفی مذهب بوده، امّا بعداً شیعه جعفری می‌شود؛ چنان‌که در پاسخ به نامه سلطان سنجر نیز سنایی خود را شیعه معرفی می‌کند و بارها در اشعار خویش بر تشیع دوازده امامی تأکید می‌کند.

## رفتن به بلخ
سنایی چند سالی از دوران جوانی را در شهرهای بلخ و سرخس و هرات و نیشابور گذراند. می‌گویند در زمانی که در بلخ بود به کعبه رفت. بعد از اینکه از مکه بازگشت، مدّتی در بلخ ماند.
آنچه که سنایی را از غزنی به بلخ کشاند، غیر از عشقی که در جوانی بدان گرفتار بود، تا حدی نیز امید به احسان «خواجه اصیل الملک هروی» داشت. در بلخ، سنایی از احسان خواجه اصل هروی بی‌بهره نماند ولی زود میانه آن‌ها برهم خورد و تند زبانی‌های سنایی او را گرفتار آزار و محنت کرد و بلخ را رها کرد و بار سفر به مقصد سرخس بست. در سرخس نیز کژخویی، بد زبانی و بینوایی خود را همراه برد و شکایت او از فقر و تنگدستی اقتصادی در این دوره از عمر او در اشعارش بازتاب یافته است. پس از آن سنایی به هرات رفت و مدّتی در آنجا ساکن شد و سپس به نیشابور، خوارزم، بلخ و سپس راهی حج شد. پس از بازگشت از حج دوباره به بلخ آمد، امّا زیارت کعبه او را کاملاً دگرگون کرده بود و آثار تحول درونی و انقلاب فکری در سنایی آغاز شد و دل از ستایشگری و زندگی بی‌بندوبار گذشته گرفت و به پرهیزکاری و زهد روی آورد. سنایی پس از مدّتی اقامت در بلخ، دوباره راهی سرخس شد و تا سال‌ها به آسودگی در آنجا زیست و از ستایش و حرمت بسیاری در نزد مردم سرخس برخوردار بود. «قوام الدین درگزینی» وزیر معروف عراق در دستگاه «سلجوقیان»، در سرخس به جست‌وجوی سنایی برآمد و خواست تا او را دوباره به دربار ببرد ولی سنایی که دیگر سر صحبت با اهل دنیا فرود نمی‌آورد، درخواست او را رد کرد و از سرخس بیرون شد.
سنایی، مثنوی سیرالعباد الی المعاد را در سرخس سرود و با مدح سیف الدین محمد بن منصور قاضی سرخس به پایان برده است.
وی پس از خروج از سرخس به شهرهای خراسان مسافرت کرد و دوباره به زادگاه خود غزنی بازگشت؛ امّا دیگر هرگز به دربار سلاطین پا نگذاشت و مشغول سرایش قصاید زهدآمیز خود شد.
در سال ۵۱۸ ق که به غزنین برگشت، یادگار پرارزش سفرهایش مقداری از قصاید وی است. بعد از بازگشت به غزنین، می‌گویند که خانه‌ای نداشت و یکی از بزرگان غزنین به نام خواجه عمید احمدبن مسعود به او خانه‌ای بخشید و سنایی تا پایان عمر در غزنین در عزلت به سر برد و در این ایام مثنوی حدیقةالحقیقه را نوشت.
نصایح و اندرزهای حکیم سنایی دلاویز و پرتنوع، شعرش روان و پرشور و خوش‌بیان و خود او نیز در زمرهٔ پایه‌گذاران نخستین ادبیات منظوم عرفانی در زبان فارسی به‌شمار آمده است.
او در مثنوی، غزل و قصیده توانایی خود را به‌وضوح نشان داده است.
سنایی دیوان مسعود سعد سلمان را هنگامی که مسعود در اسارت بود، برای او تدوین کرد و با اهتمام سنایی، دیوان مسعود سعد همان زمان ثبت و پراکنده شد.

## عقاید و سبک شعری
شعر سنایی، توفنده و پرخاشگر است. مضامین قصاید او اغلب در نکوهش دنیاداری و دنیاداران است. او با زاهدان ریایی و حاکمان ستمگر که هر دو حامی و پشتیبان یکدیگرند، بی پروا مخالفت کرده و از بیان حقیقت ابایی نداشته است. سنایی با نقد اوضاع اجتماعی روزگارش، با بیان دردهایی که دامنگیر زمانه شده است، نشان می‌دهد که شاعر اهل درد و دین است؛ آن هم در زمانه‌ای که سروران راستین شریعت در آن جایی ندارند و اهل فسق قدرت را به دست گرفته‌اند و بیدادگری به اوج رسیده است.
تفکر یونانی بر تفکر شرعی غلبه یافته است. در صوفیان صفایی نیست. مجالس ذکر، مجالس برنج و شکر شده است و خالصان خوب‌کردار منزوی شده‌اند.— سنایی
قدرت سنایی در به‌کارگیری الفاظ و تسلط او بر زبان شعر، به او امکان می‌دهد تا هم در غزل و هم در مثنوی و قصیده طرحی نو درافکند. تا پیش از سنایی موضوع قصاید، مدح پادشاهان و توصیف طبیعت بود که شاعران مشخص آن عنصری، فرخی سیستانی و منوچهری بودند. قالب غزل نیز محدود بود به هوا و هوس‌های دنیوی و شاعران بیشتر از وابستگان خاک بودند تا شیفتگان حق. مثنوی حماسی هم که توسط دقیقی بلخی آغاز شده بود، جز چند قصهٔ عاشقانه، اثر بزرگ دیگری نداشت و ظرفیت آن هنوز ناشناخته بود.
سنایی در قصاید خود اجتماع منحط و منحرف روزگار خویش را با طنز و ریشخند مورد ارزیابی و  انتقاد قرار می‌دهد و از پادشاه گرفته تا امیران و فقیهان و زاهدان و صوفیان و حاجیان و ادیبان و شاعران و… را با تازیانهٔ تحقیر و تمسخر می‌کوبد و اعمال آنان را که سراسر ریا و تظاهر و دروغ و تملّق است، برملا می‌کند و به همگان می‌نمایاند. در جامعه‌ای که او زندگی می‌کند، خردمندان به بی‌دینی و الحاد متهم می‌شوند و آنان را همچون عین‌القضات همدانی به دار می‌کشند و جسدشان را نیز در آتش بیداد می‌سوزانند. پادشاه به دنبال شهوت‌پرستی و غلامبارگی است و فقیهان با دلایل شرعی، بیداد و ستم‌های طبقهٔ حاکم را توجیه می‌کنند و ظلم‌ها و دزدی‌های اغنیا را مشروع و موجه جلوه می‌دهند. صوفیان، تهی‌مغز و شاهدباز و شکم‌پرست و دین‌پیشگان، ناآگاه و منحرف هستند و تمام تلاششان در این است که در جامعه به زهد و تقوا مشهور شوند. غازیان و جنگجویانی که با ادّعای حفظ و گسترش دین به جنگ کفار می‌روند، تمام تلاششان مصروف غارت اموال و ناموس و اسب و سلاح و برده گرفتن خدمتکاران دشمن می‌شود.
او کاستی‌های اخلاقی و مذهبی جامعهٔ خود را می‌بیند و از اینکه علمای دین در برابر مال دنیا، خود را به ارباب قدرت فروخته‌اند و ستمکاران را به عدالت و تقوا می‌ستایند، شکوه سر می‌دهد:
| ای مسلمانان خلایق حال دیگر کرده‌اند |  | از سر بی‌حرمتی معروف، منکَر کرده‌اند      |
| کار و جاه سروران شرع در پای اوفتاد |  | زان که اهل فسق از هر گوشه سر برکرده‌اند |
| عالمان بی‌عمل از غایت حرص و اَمَل     |  | خویشتن را سخرهٔ اصحاب لشکر کرده‌اند      |
| از برای حرص سیم و طمع در مال یتیم  |  | حاکمان حکم شریعت را مُبَتَّر کرده‌اند       |
| در مناسک، از گدایی، حاجیان حج‌فروش  |  | خیمه‌های ظالمان را رُکن و مَشعَر کرده‌اند   |
| خواجگان دولت از محصول مالِ خشک‌ریش   |  | طوق اسب و حلقهٔ معلوم استر کرده‌اند      |
| خون چشم بیوگان‌ست آنکه در وقت صبوح  |  | مهتران دولت اندر جام و ساغر کرده‌اند    |

سنایی با ظلم و ریا و فسق حاکمان و سردمداران جامعه می‌ستیزد و به مردم مظلوم و ستمدیده‌ای که در ظلمت استبداد حاکمان زمان گرفتار آمده‌اند، امید می‌دهد که سرانجام، از ظالمان و ستمگران انتقام گرفته خواهد شد:
| تا کی از دارالغروری ساختن دارالسرور   |  | تا کی از دارالفراری ساختن دارالقرار    |
| در جهان شاهان بسی بودند کز گردون ملک  |  | تیرشان پروین گسل بود و سنان جوزا فگار  |
| بنگرید اکنون بنات‌النعش‌وار از دست مرگ  |  | نیزه‌هاشان شاخ شاخ و تیرهاشان پارپار    |
| سر به خاک آورد امروز آنکه افسر بود دی |  | تن به دوزخ برد امسال آنکه گردن بود پار |
| ننگ ناید مر شما را زین سگان پر فساد   |  | دل نگیرد مر شما را زین خزان بی‌فسار     |
| اندرین زندان برین دندان زنان سگ‌صفت    |  | روزکی چند ای ستمکش صبر کن دندان فشار   |
| تا ببینی روی آن مردم‌کشان چون زعفران   |  | تا ببینی رنگ آن محنت‌کشان چون گل انار   |
| گرچه آدم سیرتان سگ‌صفت مستولی‌اند       |  | هم کنون بینی که از میدان دل عیاروار    |
| جوهر آدم برون تازد برآرد ناگهان       |  | زین سگان آدمی کیمخت و خر مردم دمار     |
| تا ببینی موری آن خس را که می‌دانی امیر |  | تا بینی گرگی آن سگ را که می‌خوانی عیار  |

حتی سخنان حکمت‌آمیز و اندرزهای عبرت‌انگیز سنایی نیز از هزل و پرخاش بسیار تأثیر گرفته است. با اینکه روزگاری جزیی از مدیحه‌سرایان بود، امّا پس از مدّتی از تملّق و چاپلوسی بیزار و متنفر شد و مردم را از اظهار ضعف و زبونی و چرب‌زبانی در برابر ستمگران بازمی‌داشت.

### مضامین عرفانی
بسیاری از مفاهیم و مضامین اخلاقی و عرفانی، برای نخستین بار توسط سنایی به ادبیات کهن فارسی وارد شد.
| این سخن تحفه‌ای‌ست ربانی     |  | رمز اسرارهای روحانی       |
| خاطر ناقصم چو کامل شد      |  | به سخن‌های بکر حامل شد     |
| هر نفس شاهدی دگر زاید      |  | هریک از یک شگرف‌تر زاید    |
| شاهدانی به چهره همچو هلال  |  | در حجاب حروف زهره جمال    |
| در مقامی که این سخن خوانند |  | عقل و جان سِحر مطلقش دانند |
| خاکیان جان نثار او سازند   |  | قدسیان خرقه‌ها دراندازند   |
|                            |  | طریق‌التحقیق               |

همین بذرهای اوّلیهٔ سخنان روحانی و عرفانی است که سنایی پراکنده کرد و عطار و مولانا و سعدی و حافظ و جز آنان، در طول بیشتر از سه قرن، آن را به اوج پرمعنایی رساندند.

## سنایی و مولانا
معانی و الفاظ نوظهور عرفانی در شعر و سخن سنایی در اشعار و اندیشه‌های دیگر استادان سخن فارسی همچون جلال‌الدین محمد بلخی (مولانا) تأثیر گذارده و در مواردی بازتاب مستقیم داشته‌اند. مولانای بلخی، عطار نیشابوری و سنایی غزنوی را به‌منزلهٔ روح و چشم خود می‌دانست:
| عطار روح بود و سنایی دو چشم او |  | ما ازپی سنایی و عطار آمدیم |

## سنایی و لای‌خوار
لای‌خوار (آنکه پیوسته دُرد و لای شراب می‌خورد) نام و لقب مردی خاک‌نشین و معاصر سنایی بود و گویند انقلاب خاطر سنایی در سیر و سلوک و پیمودن عوالم معنوی را موجب این مرد بوده است. شرح آن را بدین‌گونه نوشته‌اند:
سبب توبهٔ سنایی آن بود که در زمستانی که سلطان محمود جهت تسخیر بعض از دیار کفر از غزنین بیرون رفته بود، سنایی در مدح او قصیدتی در سلک نظم کشیده متوجه اردوی وی شد تا به عرض رساند در اثناء راه به در گلخنی رسید که یکی از مجذوبان مشهور به لای‌خوار ساقی خود را می‌گفت قدحی پُر کن به کوری محمود سبکتکین. ساقی گفت: محمود پادشاهی است مسلمان و به امر جهاد مشغولی می‌نماید. لای‌خوار گفت: مردکی است ناخشنود و آنچه در تحت حکم وی درآمده است، ضبط نمی‌تواند کرد، می‌رود که مملکت دیگر بگیرد و آن قدح را درکشید. باز با او گفت قدحی دیگر پُر کن به کوری سنایی شاعر. ساقی گفت: سنایی مردی است شاعر فاضل مقید متقی لطیف طبع. لای‌خوار گفت: اگر وی از لطف طبع بهره‌ور بودی، به کاری اشتغال نمودی که وی را به کار آمدی، گزافی چند در کاغذی نوشته که به هیچ کار نمی‌آید و نمی‌داند که او را برای چه کار آفریده‌اند. سنایی از شنیدن این سخن متحیر شده از شراب غفلت هشیار گشت و به سلوک مشغول شد؛ و بر خرد خرده‌دان ارباب فضل و عرفان پوشیده نماند که از مضمون این حکایت چنان به وضوح می‌پیوندد که اشتهار شیخ سنایی به نظم اشعار در زمان سلطنت محمود غزنوی بوده باشد و حال آنکه از کتاب حدیقةالحقیقه که در سلک منظومات حقیقت آیات آن جناب انتظام دارد چنان ظاهر می‌شود که شیخ سنایی معاصر بهرام‌شاه بوده و کتاب را به نام نامی آن پادشاه عالیجاه نظم نموده و سلطان محمود در سنه ۴۲۱ وفات یافته و نظم حدیقه چنان‌که هم از آن کتاب به تحقیق می‌انجامد، در سنهٔ سبع و ثلاثین و خمسمائه (۵۳۷) به اتمام پیوسته و از ملاحظهٔ این دو تاریخ که متفق اهل خبر است، نزد اولیا[ء فضل] صفت. وضوح می‌یابد که صحت حکایت مجذوب لای‌خوار به غایت [نا]مناسب است والعلم عندﷲ.
دولتشاه گوید: سبب توبهٔ حکیم سنایی آن بود که او مدح سلاطین گفتی و ملازمت حکام کردی، نوبتی در غزنین مدحی جهت سلطان ابواسحاق ابراهیم غزنوی گفته بود و سلطان عزیمت هند داشت به تسخیر قلاع کفار هند و حکیم می‌خواست به تعجیل قصیده را بگذراند، قصد ملازمت سلطان کرد و در غزنین دیوانه‌ای بود که او را لای‌خوار گفتندی و از معنی خالی نبود. همواره در شرابخانه‌ها درد شراب جمع کردی و در گلخن‌ها تجرع نمودی. چون حکیم سنایی به در گلخن رسید، از گلخن تر نمی‌شنود و قصد گلخن کرد شنود که لای‌خوار با ساقی خود می‌گوید پُر کن قدحی تا به کوری چشم ابراهیمک غزنوی بنوشم، ساقی گفت… (الخ نظیر آنچه در حبیب السیر نقل شده است). حکیم چون این سخن بشنید از حال برفت و بر او این سخن کارگر آمد و دل او از خدمت مخلوق بگردید و از دنیا دلسرد شد و دیوان مدح ملوک را در آب انداخت و طریقت انقطاع و زهد و عبادت را شعار خود ساخت.

## آثار سنایی
قصاید، غزلیات، رباعیات، قطعات و مفردات سنایی در دیوان اشعار وی گرد آمده است. جز دیوان، آثار دیگر او عبارت‌اند از:
1. حدیقةالحقیقه: این منظومه که در قالب مثنوی سروده شده است، محتوای عرفانی دارد. این منظومه را الهی‌نامه یا فخری‌نامه سنایی نیز خوانده‌اند. کار سرودن حدیقةالحقیقه در سال ۵۲۵ ق پایان یافته است و پنج تا حدود دوازده هزار بیت است.
2. طریق‌التحقیق: منظومه دیگری در قالب مثنوی است که به وزن و شیوه حدیقةالحقیقه سروده شده و کار سرودن آن در سال ۵۲۸ ق، سه سال بعد از اتمام حدیقةالحقیقه تمام شده است.
3. سیرالعباد الی المعاد: منظومه‌ای رمزی و عرفانی شامل هفتصد بیت است که در آن از موضوعات اخلاقی سخن رفته است. سنایی در این اثر به طریق تمثیل، از خلقت انسان و نفوس و عقل‌ها صحبت به میان آورده است. سنایی آن را در سرخس سروده است.
4. کارنامهٔ بلخ: هنگام توقف شاعر در بلخ سروده شده و حدود پانصد بیت است و چون به طریق مزاح سروده شده، آن را مطایبه‌نامه نیز گفته‌اند و به گوشه‌هایی از زندگی خود و پدر و بعضی از معاصرانش پرداخته است.
5. عشق‌نامه: شامل حدود هزار بیت در قالب مثنوی است و در چهار بخش حقایق، معارف، مواعظ و حکم گرد آمده است.
6. عقل‌نامه: منظومه‌ای است که در سبک و وزن عشق‌نامه در قالب مثنوی سروده شده است.
7. مکتوبات: نوشته‌ها و نامه‌هایی از سنایی است که به نثر فارسی نوشته شده و از آن با نام مکتوبات یا رسائل سنایی یاد می‌شود.
8. تحریمة القلم: مثنوی بسیار کوتاهی در حدود صد بیت است که خطاب به قلم سروده و سپس وارد بعضی مسائل عرفانی می‌شود.
9. شریعه الطریقه
10. دیوان قصاید و غزلیات
11. سنایی‌آباد